# Fredrik Aursnes
Fredrik Aursnes, född 10 december 1995, är en norsk fotbollsspelare som spelar för Benfica. Han representerar även det norska landslaget.

## Klubbkarriär
Den 10 augusti 2021 värvades Aursnes till Feyenoord, där han skrev på treårskontrakt. Han debuterade i Eredivisie den 15 augusti 2021 i en 4–0-vinst borta mot Willem II.
Den 24 augusti 2022 värvades Aursnes av portugisiska Primeira Liga-klubben Benfica, där han skrev på femårskontrakt.

## Landslagskarriär
Aursnes debuterade för Norges landslag den 6 juni 2021 i en träningslandskamp mot Grekland, där han blev inbytt i den 69:e minuten mot Patrick Berg.

## Meriter
Hødd
- Norska mästerskapet i fotboll: 2012

 Molde
- Eliteserien: 2019